# Hear 'n Aid
Hear 'n Aid è un progetto musicale ideato da Ronnie James Dio, Jimmy Bain (Rainbow, Dio) e Vivian Campbell (Dio, Def Leppard, Whitesnake) a scopo di beneficenza per l'Africa. In realtà si tratta solo di un singolo brano intitolato "Stars", che vede la partecipazione di noti artisti della scena heavy metal anni ottanta. Gli autori dell'omonimo brano sono i già citati Bain, Campbell e Ronnie James Dio.
Il 20 e 21 maggio del 1985, 40 artisti si riunirono agli studios della A&M Records a Hollywood, California per registrare l'album Stars. Il progetto includeva celebri personaggi di band della scena heavy metal come Dio, Quiet Riot, Iron Maiden, Mötley Crüe, Twisted Sister, Queensrÿche, Blue Öyster Cult, Dokken, Night Ranger, Judas Priest, W.A.S.P., Rough Cutt, Y&T, King Kobra, Spinal Tap.
All'interno dell'album sono contenuti anche altri brani live di band come Kiss, Y&T, Motörhead, Accept, Rush, Scorpions e Jimi Hendrix.
Esiste anche un videoclip realizzato durante le registrazioni.

## Artisti

### Voce
- Eric Bloom (Blue Öyster Cult)
- Ronnie James Dio (Dio)
- Don Dokken (Dokken)
- Kevin DuBrow (Quiet Riot)
- Rob Halford (Judas Priest)
- Dave Meniketti (Y&T)
- Paul Shortino (Rough Cutt)
- Geoff Tate (Queensrÿche)

### Cori
- Tommy Aldridge (Ozzy Osbourne)
- Dave Alford (Ratt, Rough Cutt)
- Carmine Appice (Vanilla Fudge, King Kobra)
- Vinny Appice (Dio, Black Sabbath)
- Jimmy Bain (Rainbow, Dio)
- Frankie Banali (Quiet Riot)
- Mick Brown (Dokken, Lynch Mob)
- Vivian Campbell (Dio)
- Carlos Cavazo (Quiet Riot)
- Amir Derakh (Rough Cutt)
- Buck Dharma (Blue Öyster Cult)
- Brad Gillis (Night Ranger)
- Craig Goldy (Giuffria)
- Chris Hager (Rough Cutt)
- Chris Holmes (W.A.S.P.)
- Blackie Lawless (W.A.S.P.)
- George Lynch (Dokken, Lynch Mob)
- Yngwie Malmsteen (Steeler, Alcatrazz,Rising Force)
- Mick Mars (Mötley Crüe)
- Dave Murray (Iron Maiden)
- Vince Neil (Mötley Crüe)
- Ted Nugent (Amboy Dukes, Damn Yankees)
- Eddie Ojeda (Twisted Sister)
- Jeff Pilson (Dokken, Dio, Foreigner)
- David St. Hubbins (Spinal Tap)
- Rudy Sarzo (Quiet Riot, Ozzy Osbourne, Whitesnake)
- Claude Schnell (Ratt, Rough Cutt, Dio)
- Neal Schon (Journey, Santana, Bad English, Hardline)
- Derek Smalls (Spinal Tap)
- Mark Stein (Vanilla Fudge)
- Matt Thorr (Ratt, Rough Cutt, Jailhouse)

### Chitarra
- Dave Murray (Iron Maiden)
- Adrian Smith (Iron Maiden)
- Craig Goldy (Giuffria)
- Vivian Campbell (Dio)
- Carlos Cavazo (Quiet Riot)
- Buck Dharma (Blue Öyster Cult)
- Brad Gillis (Night Ranger)
- Craig Goldy (Dio)
- George Lynch (Dokken)
- Yngwie Malmsteen (Steeler, Alcatrazz)
- Eddie Ojeda (Twisted Sister)
- Neal Schon (Journey)

### Basso
- Jimmy Bain (Dio)

### Batteria
- Vinny Appice (Dio)
- Frankie Banali (Quiet Riot)

### Tastiere
- Claude Schnell (Rough Cutt, Dio)

## Lista tracce
1. Stars - Hear 'n Aid
2. Up To The Limit - Accept
3. On The Road - Motörhead
4. Distance Early Warning - Rush
5. Heavens On Fire - Kiss
6. Can You See Me - Jimi Hendrix
7. Hungry For Heaven - Dio
8. Go For The Throat - Y&T
9. The Zoo - Scorpions